# Nachalat Šiv'a

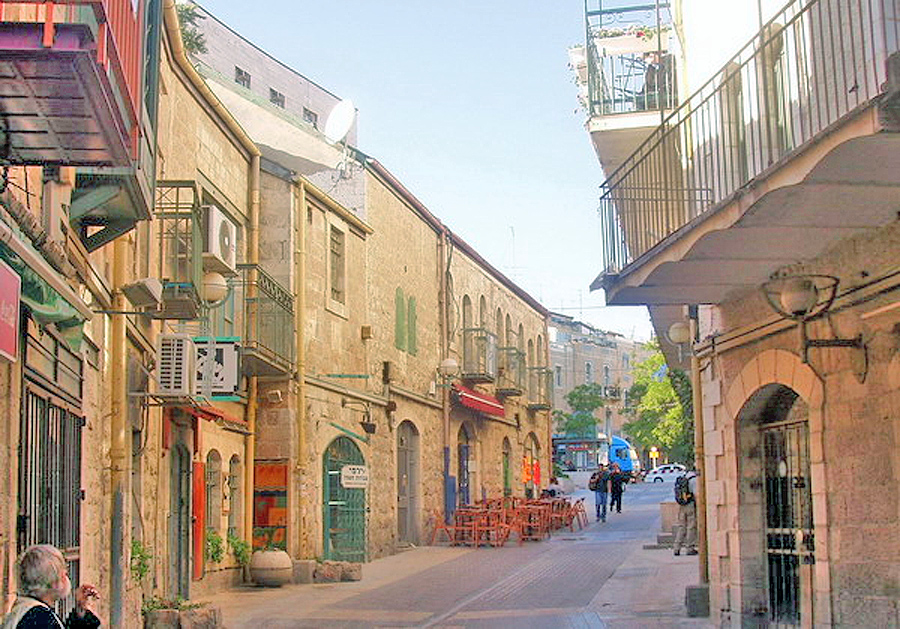
Zástavba v ulici Rechov Rivlin ve čtvrti Nachalat Šiv'a

Nachalat Šiv'a (hebrejsky: נחלת שבעה) je městská čtvrť v centrální části Jeruzaléma v Izraeli.

## Geografie
Na jihovýchodě hraničí s čtvrtí Mamila, na jihu s Machane Jisra'el, na severovýchodě s komplexem Migraš ha-Rusim (Ruský dvůr). Severní hranici tvoří ulice Derech Jafo. Leží v nadmořské výšce téměř 800 metrů cca 1 kilometr západně od Starého Města. Populace čtvrti je židovská.

## Dějiny
Vznikla v roce 1869 jako třetí židovské předměstí vně hradeb Jeruzaléma. Název je odvozen od hebrejského slova ševa (sedm), podle sedmi zakladatelů tohoto obytného souboru. Byli mezi nimi i Josef Rivlin, Bejniš Salant a Arje Leib, kteří se krátce poté podíleli i na založení nedaleké čtvrtě Even Jisra'el. V současnosti jde o komerční a turistický distrikt s četnými restauracemi a drobnými obchody. Velká část čtvrti je vyhlášena za pěší zónu.